# Sergey Zhelanov
Sergey Viktorovich Zhelanov (en russe Серге́й Ви́кторович Жела́нов), né le 14 juin 1957, est un athlète soviétique, spécialiste du décathlon. Il a remporté la médaille de bronze aux Jeux olympiques d'été de 1980 à Moscou derrière le britannique Daley Thompson et son compatriote Yuriy Kutsenko.

## Palmarès

### Jeux olympiques d'été
- Jeux olympiques d'été de 1980 à Moscou ( Union soviétique)
  -  Médaille de bronze au décathlon